# Майк Франсуа
Майк Франсуа́ (англ. Mike Francois; нар. 4 березня 1965) — професійний американський бодибілдер. Учасник багатьох авторитетних конкурсів, зокрема Містер Олімпія і Арнольд Класік.

## Біографія
Батько Майка був релігійним католиком.
У шкільні роки активно займався американським футболом, але після перенесеної травми на одній з ігор перейшов в бодибілдинг. Після школи навчався в Братиславі в коледжі для проповідників. Під час навчання в коледжі одружився з Шенон Франсуа. Через 1,5 року він серйозно зайнявся бодибілдингом, покинувши кар'єру проповідника.

### Кар'єра в бодибілдингу
Майк Франсуа досяг великих успіхів у змагальному бодибілдингу, почавши брати участь у змаганнях з 1987 року. На турнірі «Нашіоналс 1993» Франсуа став переможцем в абсолютній ваговій категорії. У 1994 році він здобув перемоги на двох пристібних турнірах — Ніч Чемпіонів і Чикаго Про. В 1995 році переміг на Арнольд Класік, де його головним суперником був Флекс Віллер. В цьому-ж році ще дві перемоги на «Сан-Хосе Про» і «Сан-Франциско Про». Дебютував на «Містер Олімпія 1995» посівши сьоме місце.
У 1997 році культуристу був поставлений діагноз — рак шлунку. Після більш ніж піврічного лікування хвороба відступила.
Після перенесеної хвороби Майк не зміг повернутися в професійний бодибілдинг, він став писати статті для Muscle & Fitness і FLEX.
Майк Француа організував ESPN's American Muscle Magazine, де публікуються всі останні новини зі світу бодібілдингу та даються поради початківцям спортсменам.
Сьогодні Майк Франкос займається бізнесом. Він власник компанії Francois Fitness Consultants, яка створює спеціальні програми заняття спортом. Він організував щорічний конкурс NPC Mike Francois Classic Bodybuilding, Figure & Bikini Championships який проходить в Огайо.

## Антропометрія
- Зріст 173 см
- Змагальний вага 116 кг
- Вага в міжсезоння 122 кг

## Силові показники
- Жим лежачи 240 кг
- Присідання 350 кг
- Станова тяга 360 кг
- Сума 950 кг

## Досягнення
- Містер Олімпія — 7 місце (1995), 10 місце (1996), 11 місце (1997),
- Арнольд Класік — 3 місце (1997),
- Сан-Хосе Про — 1 місце (1995)
- Сан-Франциско Про — 1 місце (1995)
- Чикаго Про — 1 місце (1994)
- Ніч Чемпіонів — 1 місце (1994)
- Нашіоналс — 1 місце (1993),